# Dusun Raja (Ketahun)
Dusun Raja is een bestuurslaag in het regentschap Bengkulu Utara van de provincie Bengkulu, Indonesië. Dusun Raja telt 1145 inwoners (volkstelling 2010).